# Heterochaeta occidentalis
Heterochaeta occidentalis es una especie de mantis de la familia Mantidae.

## Distribución geográfica
Se encuentra en Botsuana, Kenia, Namibia y la  Provincia del Cabo en (Sudáfrica).